# Thiene
Thiene is een gemeente in de Italiaanse provincie Vicenza (regio Veneto) en telt 21.623 inwoners (31-12-2004). De oppervlakte bedraagt 19,8 km², de bevolkingsdichtheid is 1092 inwoners per km².
De volgende frazioni maken deel uit van de gemeente: Borgo Lampertico, Rozzampia, Santo.

## Demografie
Thiene telt ongeveer 8488 huishoudens. Het aantal inwoners steeg in de periode 1991-2001 met 5,4% volgens cijfers uit de tienjaarlijkse volkstellingen van ISTAT.
| Jaar | Inwoneraantal |
| ---- | ------------- |
| 1991 | 19.894        |
| 2001 | 20.977        |

## Geografie
De gemeente ligt op ongeveer 147 m boven zeeniveau.
Thiene grenst aan de volgende gemeenten: Malo, Marano Vicentino, Sarcedo, Villaverla, Zanè, Zugliano.

## Geboren
- Davide Rigon (1986), autocoureur
- Simone Bevilacqua (1997), wielrenner
- Filippo Zana (1999), wielrenner
- Thomas Ceccon (2001), zwemmer
- Davide De Pretto (2002), wielrenner